# TurboExpress
TurboExpress — портативная игровая приставка четвертого поколения, разработанная компанией NEC и выпущенная в продажу в конце 1990 года. Несмотря на то, что приставка является полным эквивалентом домашней консоли TurboGrafx-16 и полностью с ней совместима, а также превосходит по техническим показателям и Game Boy, и Game Gear, и Atari Lynx, она провалилась по продажам и уступила всем основным конкурентам.

## Разработка и выпуск
В США первый анонс приставки под кодовым названием TurboGrafx Portable (еще ранее — Game Tank) был сделан в апрельском номере газеты VideoGames & Computer Entertainment в 1990-м году. В этом же году приставка и была выпущена под названиями TurboExpress в США и PC Engine GT в Японии, а также в некоторых других странах, например, во Франции. В США она продавалась по цене в $249.99, которая затем повысилась до $299.99. Затем, когда спрос не оправдал ожиданий, цена была снижена до $199.99. В Японии приставка продавалась по цене в ¥44,800 и поддерживалась аж до 1997 года, тогда как в других странах ее поддержка была прекращена уже к 1994 году.

## Технические детали
Приставка была почти полностью идентична домашней консоли PC Engine в плане программного обеспечения. Приставка может отображать до 481 из 512 цветов и до 64 спрайтов одновременно. Размер экрана — 2,6 дюймов (400x270 пикселей) (диагональ такая же, как у Game Boy, хотя разрешение в пикселах у TurboExpress больше). Приставка не имеет своего носителя — картриджи HuCard абсолютно ничем не отличаются от карточек PC Engine — любая игра TurboExpress автоматически становится игрой и для Turbografx16. Однако, проблемы с совместимостью имеют игры, которые изначально используют возможности аддонов к PC Engine, например, TurboDuo или CD-ROM².
Звук в приставке генерирует генерирует 6-канальный PGS-синтезатор. Процессор приставки — Hudson Soft HuC6420 — аналогичен процессору PC Engine и имеет авторегулируемую частоту; процессор работает на скоростях 1,79 и 7,16 мГц.
Приставка питается 6 батарейками AA, которых хватает максимум до 4 часов непрерывной работы. Но для приставки есть блок питания, обеспечивающий долгую работу при подключении к нему.
Из технических проблем консоли в основном указываются глюки звукового чипа, большое количество «битых пикселей» и некорректное отображение текста на маленьком экране.
В консоли используется LCD-экран с подсветкой (на 7 лет раньше, чем появился Game Boy Light).

## Дополнения

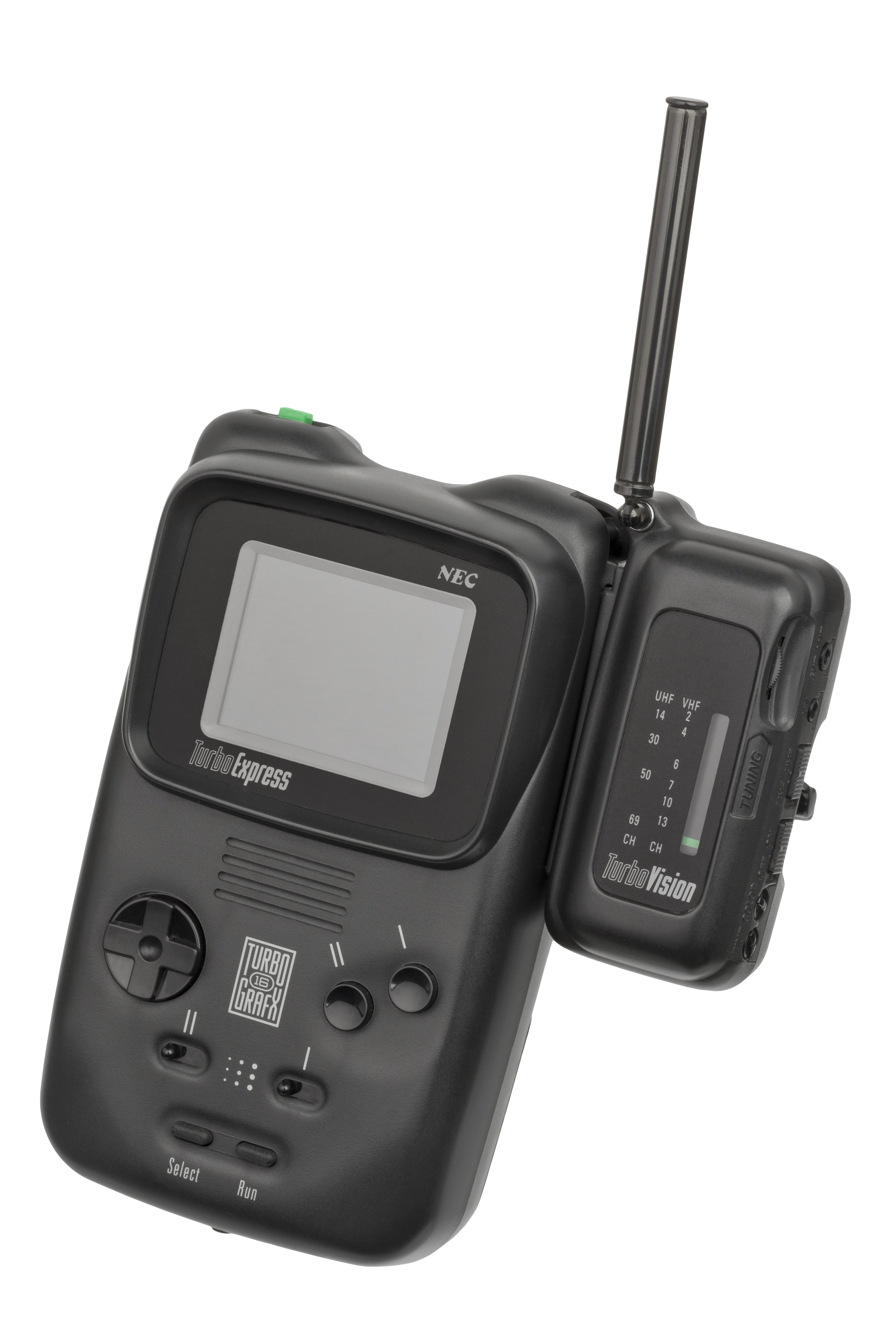
Консоль с ТВ-тюнером TurboVision

Для приставки были выпущено немного периферийных устройств. Из них заслуживают внимания кабель TurboLink для получения возможности использования режима мультиплеера и TV-тюнер по цене $100 (на илл), позволяющий смотреть прямо на приставке аналоговое телевидение и похожий на такой же тюнер для Game Gear.

## Прием
Приставка, несмотря на провал по продажам, весьма благосклонно была принята журналистами. Например, The Most Expensive Journal в статье о приставке назвал ее «Rolls-Royce среди игровых систем»". Игровой журнал Computer Gaming World отметил, что «увидеть приставку в деле — значит влюбиться в нее». Журналисты отмечали ее солидные характеристики, но раскритиковали энергопотребление: «Приставка жрет батарейки, как сумасшедшая — обязательно приобретите для нее блок питания».
Журнал Entertainment Weekly расхваливал в своей рецензии техническую составляющую приставки, но отметил, что, поскольку ее библиотека общая со «старшим братом» PC Engine, то играть во многие игры (особенно JRPG с большим количеством диалогов) на маленьком экране будет неудобно.